# 固執
| ウィキペディアには「固執」という見出しの百科事典記事はありません（タイトルに「固執」を含むページの一覧/「固執」で始まるページの一覧）。 代わりにウィクショナリーのページ「固執」が役に立つかもしれません。 |